# YOUNGSHIM
YOUNGSHIM（ヨンシン、本名：朴 英心〔박영심、パク・ヨンシム〕）は、大阪府出身の歌手。在日韓国・朝鮮人。ポニーキャニオン、ARTIMAGE所属。
関西R&Bシーンで活動する実力派女性シンガー。2008年6月18日、ミニ・アルバム『LOVE RAIN』でメジャー・デビューした。同じく歌手のPUSHIMは姉である。

## 来歴
- 2001年、大阪を中心としたクラブ・ライブハウスで活動を開始。
- 2004年、THE 9 FAR EAST, TRAMP, RYU-JAと共にクルー"NITEMEN"を立ち上げる。
- 2005年、初の作品となるE.P.「YOUNG GUN」を無料で配布。NORISIAM-X「N☆X☆R☆2」にFeat.参加。
- 2006年、Knife Edge / ポニーキャニオンと契約。DOBERMAN INC「STOP, LOOK, LISTEN」にフィーチャリング参加。
- 2007年、Miss Monday「オハナ」,「KISS THE SKY」にfeat.参加。
- 2008年6月、メジャー・デビュー・ミニアルバム『Love Rain』リリース。
- 2009年4月、プロデューサーに白川貴善、CHABE、BACHLOGIC、JAZZY SPORTのTETTORY BLKらを迎え制作された、1stフル・アルバム『Distance』リリース。

## ディスコグラフィ
|           | リリース日    | タイトル  | レーベル   |
| --------- | ------------- | --------- | ---------- |
| 1st Album | 2008年6月18日 | Love Rain | Knife Edge |
| 2nd Album | 2009年4月15日 | Distance  | Knife Edge |

### 自身の作品
- Love Rain （2008年6月18日、PCCA-02688）
  - テレビ東京系「流派-R」2008年6月度Killer Tune「Voice Mail」収録

- Distance（2009年4月15日、PCCA-02891）
  - テレビ東京系「流派-R」2009年4月度オープニングテーマ「Distance」収録

### 参加作品
- NORISIAM-X「N☆X☆R☆2」（2005年9月21日、COCP-33327）
- DOBERMAN INC「STOP, LOOK, LISTEN」（2006年9月21日、VICL-62092）
- Miss Monday
  - 「オハナ」（2007年7月18日、FLCF-4186）
  - 「KISS THE SKY」（2007年12月5日、FLCF-4205）